# Club Deportivo La Paz
El Club Deportivo La Paz  es un equipo de fútbol profesional de Manta, Provincia de Manabí, Ecuador, no es filial de ningún equipo Actualmente juega en la Segunda Categoría de Ecuador.
Está afiliado a la Asociación de Fútbol No Amateur de Manabí.

## Datos del club
- Temporadas en Segunda Categoría: (6) 2015-

## Jugadores

### Plantilla 2020
- Última actualización: Septiembre de 2020.

## Palmarés

### Torneos provinciales
| Competición                       | Títulos           | Subcampeonatos |
| --------------------------------- | ----------------- | -------------- |
| Segunda Categoría de Manabí (3/1) | 2019, 2020, 2023. | 2018.          |